# Lorenzo Piretto
Lorenzo Piretto OP (Mazzè, 1942. december 15. –) olasz főpap, az İzmiri főegyházmegye érseke 2015. november 7-től.
1966-ban iktatták be papi hivatalába, Torinóban szerzett diplomát.

### Mottó és címer

« Misericordia »